# HD 157527
HD 157527，又名BD-21 4597，SAO 185367、HR 6472，是一颗恒星，视星等为5.85，位于銀經3.79，銀緯8.01，其B1900.0坐标为赤經17h 18m 43.1s，赤緯-21° 8.01′ 53″。